# 李大酺
李大酺（7世纪？—720年），又作李大辅，唐代奚族部落联盟的首领。

## 生平
唐太宗贞观年间，其先可度者率众归顺唐朝，赐姓李。武则天时，契丹叛周，奚族不能自存，臣属后突厥汗国。唐睿宗景云元年（710年），遣使赴唐，贡献方物。

### 冷陉之战
后来和唐朝失和，延和元年（712年）六月，唐幽州大都督孙佺率步骑二万八千袭击李大酺，战于冷陉（今内蒙古自治区巴林右旗西北）。他率奚骑兵八千阻击，唐军李楷洛所率前部军队不敌奚军。孙佺不敢救援，南撤，遭李大酺追击，全军溃败，孙佺与其将周以悌也遭俘虏，献给突厥后被杀害。

### 同唐廷和解
唐玄宗开元三年（715年，一说次年突厥可汗默啜死后），突厥衰落，李大酺与契丹李失活以失去依恃，派属下粤苏、梅落出使唐朝请和。于是归附唐朝，受封饶乐郡王，任左金吾卫大将军、饶乐州都督。开元五年（717年），唐朝收复营州，李大酺到唐朝入觐唐玄宗，唐朝以宗室外甥女辛氏封固安公主嫁给了他。开元六年，契丹李失活死，其弟李娑固继任。开元八年（720年），契丹可突骁勇得众心，娑固想要除掉他，于是反唐。李大酺于是率兵讨伐，军败，李大酺战死，娑固也被杀死。